# Marte in Ariete

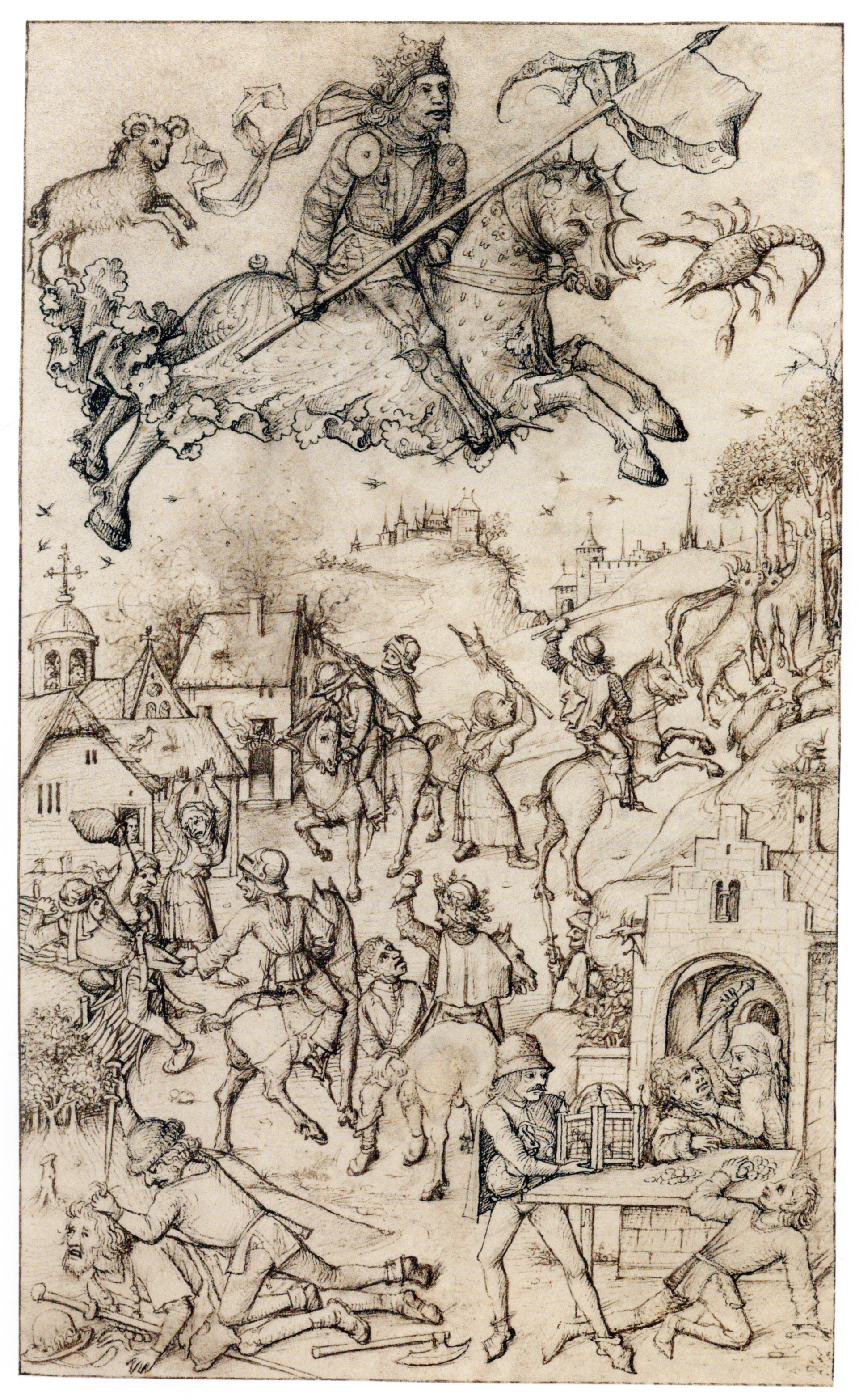
Marte, dio della guerra, in mezzo ai segni zodiacali dell'Ariete e dello Scorpione. Illustrazione medievale dalla collezione dei Principi di Waldburg Wolfegg (Monaco di Baviera).

Marte in Ariete (Mars im Widder) è un romanzo del 1941, dello scrittore viennese Alexander Lernet-Holenia.

## Trama

### A Vienna
Il conte Wallmoden, ufficiale della Riserva dell'esercito austriaco, decide di partecipare a un'esercitazione verso la fine dell'estate del 1939. Si reca quindi presso il comando della sua compagnia, di stanza nelle campagne intorno a Vienna. Nel frattempo - presso la casa di un collega - incontra una donna piuttosto misteriosa, che dichiara di essere la baronessa Pistohlkors, personaggio probabilmente ispirato a Marianna Erikovna von Pistohlkors, (1890 - 1976), contessa, attrice e avventuriera, sospettata di aver ucciso Grigori Rasputin. «Detto tra parentesi, è la donna con le gambe più belle che io abbia mai visto». Dopo una serie di rendez-vous apparentemente casuali in casa di altri conoscenti, Wallmoden sente di essersi invaghito della bella baronessa, che cede ma, all'ultimo momento, lo respinge. Nel frattempo i preparativi per le esercitazioni si intensificano e cominciano ad arrivare voci che ci sarà una mobilitazione generale e, forse, una guerra contro la Polonia. Durante un movimento di truppe, in cui Wallmoden guida i suoi uomini sopra una collina, attraverso messi non ancora raccolte, ha un'allucinazione ad occhi aperti: vede due gruppi di donne, nude e stillanti sudore, che danzano in cerchi concentrici attorno a lui, in mezzo ai campi di grano non ancora maturo. Quando Wallmoden si riprende e si ricongiunge ai suoi commilitoni, cerca di parlarne con un medico che sta eseguendo le vaccinazioni prescritte per la truppa. Il dottore non sembra dare molta importanza all'evento. Inizia a discettare sul modo in cui la natura presenta questi stati: «Non trova anche lei curioso che la natura, per suscitare il senso di vertigine e tutto ciò che ad esso si accompagna, abbia scelto il principio del cerchio, ovvero del ruotare e del turbinare?». Minimizza e - soprattutto - sostiene che la natura umana non è solo intelletto e raziocinio. Quindi questo genere di "visioni" possono essere considerate da alcuni un disturbo psicologico, ma non da lui, che anzi - se dovesse curarle come chiede Wallmoden - sarebbe certo di procurare, stavolta sì, un vero danno alla salute di un individuo che ritiene sanissimo.
Wallmoden riesce a incontrare un'ultima volta la baronessa a Baden, dove certi amici la ospitano in villeggiatura. Scopre che si è sposata due volte e - secondo un amico bene informato - gode di fama equivoca. Secondo altri invece sarebbe addirittura illibata, non avendo in realtà mai consumato i matrimoni che ha contratto solo per dovere. La vaghezza delle informazioni e la complessità delle vicende in cui è implicata la baronessa, non fanno altro che accrescere il desiderio di Wallmoden, che cerca nuovamente di sedurla, ma ne viene di nuovo respinto, sebbene con una solenne promessa: «Vieni domani» lo implorò. «Non restare oggi da me! Non ora! Domani ritorno in città. Vieni da me nel pomeriggio! Io ti amo. Ti aspetterò».

### La guerra
Rientrando al comando, l'ufficiale scopre che lo stanno cercando da 24 ore: la guerra è imminente, tra poche ore la compagnia e l'intero esercito si muoveranno verso est. L'attacco alla Polonia è ormai certo. La mente di Wallmoden si sdoppia: una parte continua a pensare all'appuntamento galante che sicuramente avrà domani a Vienna e alle conseguenze - piacevoli - sulla propria vita. L'altra metà della sua mente si attiva per effettuare in pochi minuti i preparativi per una partenza che - se ne rende ben conto - potrebbe non avere un rapido ritorno. «Nulla accade prima del tempo, e nulla viene raccolto prima che sia giunto a maturazione.». In tutto questo turbine di eventi due sono i pensieri che dissociano Wallmoden dal momento in cui sta vivendo: la baronessa e un paio di stivali da ufficiale che ha ordinato e pagato e che dovrebbe ritirare dal calzolaio la prossima settimana. Il reggimento parte. Per giorni interi si muove in un polverone che diventa sempre più fitto mentre si avvicina ai Tatra e, attraversata la Slovacchia), si addentra in Polonia, senza quasi incontrare resistenza.

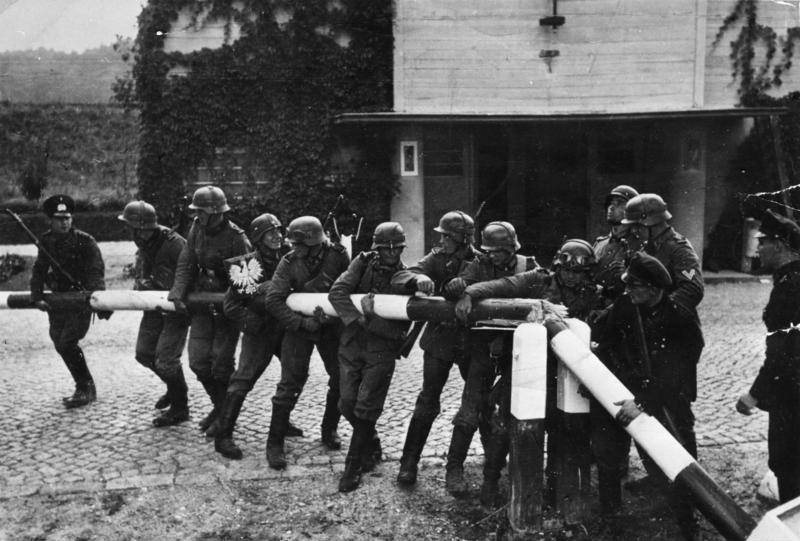
Soldati tedeschi aprono la sbarra di confine, alla frontiera tra la Germania e la Polonia, il 1º settembre 1939.

L'intero Paese è in fuga: le popolazioni abbandonano città e villaggi e cercano di raggiungere il nord, non sapendo ancora che, il 17 settembre, anche l'Unione Sovietica inizierà un attacco dal confine settentrionale, per schiacciare la Polonia in una morsa, secondo il Patto Molotov-Ribbentrop. Anche se vi sono episodi isolati di eroismo, soprattutto da parte degli ufficiali, l'esercito polacco non offre una dura resistenza alle truppe d'assalto austro-tedesche che, prima della fine di settembre, raggiungono l'obiettivo di piegare quello che era considerato uno dei migliori eserciti del mondo. «La terra era sazia. Sazia del sangue succhiato. Il sangue degli uomini che aveva portato sul suo dorso. Perché la terra, quando non viene abbeverata con il sangue, non vuole più portare nessuno.».

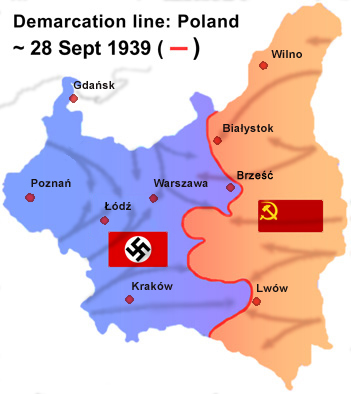
Così si presenta la Polonia, il 28 settembre del 1939, spartita tra Hitler e Stalin.

Quando il reggimento si prepara ad attaccare Jabłonka, Wallmoden è testimone di uno strano fenomeno naturale. Mentre si avvicina alla linea di combattimento, vede un esercito di gamberi di fiume che attraversano la strada nella luce dell'alba. Una migrazione che gli sembra del tutto inopportuna e che viene ignorata dai suoi compagni - è chiaramente un simbolo della macchina da guerra tedesca che si muove ciecamente verso oriente.
Il reggimento di Wallmoden si avvicina a Hrubieszów presso Tarnów il 16 settembre, gli invasori devono affrontare la prima seria resistenza polacca. Un collega che aveva presumibilmente visto la baronessa Pistohlkors a Vienna, ammette di aver ingannato Wallmoden che gli aveva chiesto di trasmetterle i suoi saluti.
In realtà la sua amata è morta per combattere la Gestapo, anche i suoi amici sono stati arrestati e su questi si erano appuntati i sospetti della polizia politica che sapeva della loro attività in favore della resistenza austriaca. Wallmoden è sconvolto dalla notizia della morte della donna. Incontra il comandante del suo reggimento e questi, quasi con orgoglio annuncia che "La sua condizione è cambiata: non è più in carne e ossa" Il giovane ufficiale pensa che sia uno scherzo di cattivo gusto, visto il numero considerevole di vittime sparse intorno. Ma il colonnello con rabbia ordina a Wallmoden di farsi da parte e procede nella marcia. Quando Wallmoden si gira, vede il cadavere del suo colonnello portato a spalla da due barellieri e si rende conto di aver parlato con un fantasma.

### L'attacco aereo e la vera baronessa Pistohlkors
Giunti nei pressi di un paesino su cui sono attestati gli Ulani, Wallmoden - dopo un breve attacco - esegue l'ordine di ripiegare. Mentre il battaglione in marcia occupa il centro di una strada sterrata, si sente improvviso il sibilo dei motori di quattro aerei polacchi, che stanno per sganciare bombe ad alto potenziale, sul convoglio in ritirata. Wallmoden cerca di salvarsi buttandosi nel fossato ma non riesce a evitare lo spostamento d'aria che lo solleva fino «all'altezza della linea elettrica» e gli fa perdere conoscenza, gettandolo in un sogno da cui si riprende solo tre ore dopo,  sballottato dall'ambulanza su cui viaggia per strade di campagna, in un paesaggio sconosciuto. Ripresosi e constatando di non essere ferito ma solo stordito, l'ufficiale lascia l'ambulanza in panne e cerca di trovare il più vicino villaggio. Si imbatte in una fattoria apparentemente deserta, nei pressi di Janówka. Entra e sale le scale, trova le tracce bagnate di «un uomo di bassa statura o di una donna alta» che lo portano nella camera da letto, dove una sconosciuta, seminuda, si sta pettinando di fronte allo specchio. Wallmoden si ritira ma poi decide di entrare e trova la donna a letto: è molto diversa dalla baronessa, ma, per qualche motivo, sente che le somiglia, che è la stessa donna. «Era molto graziosa, quasi quanto te, e soprattutto assai affascinante. Però non era bionda, ma castana, anzi, quasi nera. Aveva gli occhi azzurri. E in molte cose era diversa da te. Io ti conosco soltanto da un'ora - eppure tu sei qui, con me, nell'ora dell'incontro che avrei dovuto avere con lei».

## Origini storico-letterarie
Il racconto è perfettamente circolare: incardinato sulle figure di due donne che compaio all'inizio e alla fine del romanzo, legate dall'amore per lo stesso ufficiale e da un'incredibile coincidenza che ne mescola le identità. Due figure diverse che finiscono per coincidere in una donna sola, sognata e appartenente a un mondo intermedio tra la veglia e il sonno. «Non significa nulla quando crediamo di conoscere qualcuno, perché in verità non lo conosciamo per niente, non conosciamo nessuno, tanto meno noi stessi, e in fondo è irrilevante quali ricordi o fantasie una persona tesse intorno a un'altra persona.».
Marte in Ariete è il romanzo più conosciuto dello scrittore austriaco Alexander Lernet-Holenia. È stato scritto durante l'inverno del 1939-1940, e racconta l'esperienza dei combattimento cui l'autore aveva partecipato, durante l'invasione della Polonia da parte della Wehrmacht, all'inizio della seconda guerra mondiale. Il romanzo ha caratteristiche inquietanti che vengono da un intreccio di episodi di combattimento molto realistici, tratti dal diario stesso di Lernet-Holenia, che aveva combattuto da ufficiale nell'esercito tedesco, inframezzati da scene che sembrano provenire da stati alterati di coscienza, che creano mondi intermedi, e ricordano molto da vicino l'Arthur Schnitzler di Doppio sogno, che fonde la realtà con l'immaginazione sostenendo allo stesso tempo seri principi filosofici e intuizioni artistiche sperimentate anche da Leo Perutz, da Hermann Hesse, Ernst Jünger e da altri scrittori dell'area mitteleuropea di quel periodo. «Se gli uomini fossero affidati esclusivamente alle capacità del loro intelletto, è chiaro che non raggiungerebbero neppure l'età nella quale ci si può servire dell'intelletto stesso. C'è gente che sostiene: il modo in cui viviamo dipende unicamente dalla nostra volontà, e tutte le opinioni diverse han da essere valutate come pure fantasticherie. Ma c'è anche chi è disposto ad ammettere, invece, che le sorti dei viventi sono state gettate dal destino, solamente dal destino. È probabile, in realtà, che ogni esistenza dipenda da entrambi i fattori. Tuttavia queste due aree d'influenza, la volontà e il destino, sono tra loro incongrue. Non coincidono mai perfettamente. Una sola cosa è certa: che queste sfere si sovrappongono in parte, e che il destino serve la volontà così come quest'ultima, in definitiva, serve esclusivamente il destino…».
La rivista illustrata per signore, Die Dame, di Berlino, aveva pubblicato il romanzo a puntate con il titolo Die Blaue Stunde (L'ora blu) nel 1941, mentre il libro, con il titolo definitivo Mars im Widder, è stato pubblicato da Fischer S. Verlag solo nel 1947. Infatti il Ministero della Propaganda nazista aveva subodorato che nella storia si trovassero elementi di disfattismo, dato che manca di tutte le celebrazioni dell'"eroismo germanico" e accenna con troppa simpatia alla resistenza anti-nazista. Per queste ragioni fu rifiutato il permesso di pubblicazione e le 15 000 copie del libro che giacevano in un deposito di Lipsia, furono distrutte durante i bombardamenti alleati del 1943 e del 1944. E, infatti, alla fine della guerra, nel '47, il romanzo venne unanimemente considerato l'unica opera di opposizione al regime, scritta in Austria in quegli anni. Il romanzo è stato poi ristampato e la prima edizione tedesca, risalente al 1947, è stata pubblicata su una copia delle bozze, che l'autore aveva conservato durante la guerra.

## Recensioni
- Ma non già perché l'autore ricorra a una densa simbolicità, come Jünger nelle Scogliere di marmo. Anzi, con la sua funambolica lievità, con il suo gesto sovrano di mistificatore che introduce al vero mistero, Lernet-Holenia riesce qui ad avvolgere e camuffare i suoi segnali in una aggrovigliata storia d'amore, che nasce a Vienna e subito ci trasporta in quel «mondo intermedio» dove gli spiriti e i corpi, la vita e la morte, il passato e il futuro amano scambiarsi le parti – ed è la vera terra delle sue storie[17].
- La sua Vienna e la sua Austria, ora in fitti contesti urbani, ora in poetici spazi agresti; il mondo degli ufficiali e degli intellettuali, delle belle donne un po' sfatte e vampiresse, dei domestici e fattori di campagna, come atmosfera, quella in cui l'aria improvvisamente si oscura e si raffredda, il temporale si preannuncia ma tarda a scoppiare, e intanto i fulmini e le inondazioni temute già ti gelano il midollo. Italo A. Chiusano - La Repubblica, 1985.
- In particolare, nel 1941, scrive Mars um Widder (Marte in Ariete), quello che molti considerano il suo capolavoro. Il romanzo, che descrive nei dettagli l'invasione tedesca della Polonia, viene bloccato dal ministero della Propaganda del Reich e le copie, già pronte per la distribuzione, vengono ritirate dalle librerie (l'opera uscirà solo nel 1947). Mario Bernardi Guardi.

## Edizioni
- Alexander Lernet-Holenia, Marte in ariete, traduzione di Enrico Arosio, Biblioteca Adelphi, n° 131, 4ª ediz., pp. 206, Adelphi, 1983, ISBN 88-459-0539-X.